# قط منسكين

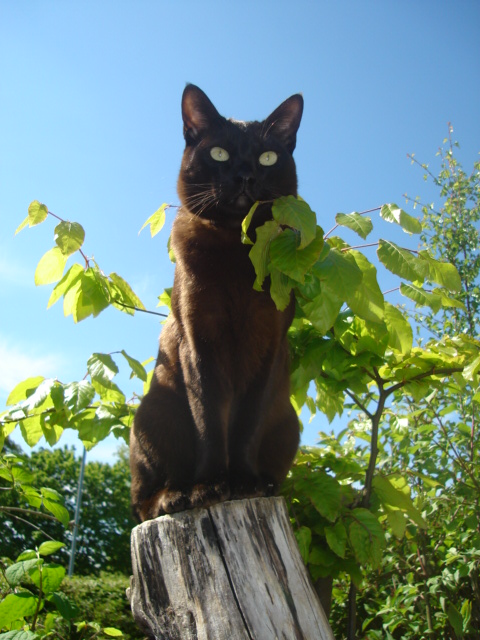

قط منسكين (بالإنجليزية: Minskin)‏، هي سلالة قطط نتجت عن تهجين بين قط سفينكس وبين قط مونتشكين .